# رافائل گوایتا
رافائل گوایتا (انگلیسی: Raffaele Guaita; ۲۶ ژوئن ۱۹۲۲ – ۱ مهٔ ۱۹۹۶) بازیکن فوتبال اهل ایتالیا بود.
از باشگاه‌هایی که در آن بازی کرده‌است می‌توان به باشگاه فوتبال جنوآ، باشگاه فوتبال اینتر میلان، و باشگاه فوتبال اسپال اشاره کرد.